# Шыхарх
Шыхарх (азерб. Şıxarx; в 1954—1992 годах — Ленинаван (азерб. Leninavan)) — посёлок в Агдеринском районе Азербайджана, является центром Шыхархского посёлкового административно-территориального округа.

## География
Посёлок Шыхарх входит в состав Шыхархского посёлкового административно-территориального округа Агдеринского района, при этом посёлок Шыхарх является центром этого посёлкового административно-территориального округа.
Посёлок расположен на правом берегу реки Тертер (приток Куры), в 24 км к юго-западу от железнодорожной станции Барда, находящейся в городе Барда.

## История
Село Марага (азерб. Marağa) было основано в 1828 году армянами, переселившимися в Карабах из иранского города Мераге.
30 июня 1954 года село Маргушеван (азерб. Marquşevan) было переименовано в Ленинаван.
В советский период в административно-территориальном делении Азербайджанской ССР на 1961 год, на 1963 год село Марага указано в Ленинаванском сельсовете Мардакертского района Нагорно-Карабахской автономной области (НКАО) Азербайджанской ССР.
Указом Президиума Верховного Совета Азербайджанской ССР от 22 января 1966 года, было подтверждено решение исполкома областного Совета депутатов трудящихся НКАО отнести селение Ленинаван Ленинаванского сельского Совета к категории поселков городского тила, образование в Ленинаване поселкового Совета, упразднение Ленинаванского сельского Совета, исключение из списка населенных пунктов селения Марага как слившегося с поселком городского типа Ленинаван.
До карабахского конфликта на 1 января 1977 года посёлок городского типа Ленинаван был центром Ленинаванского посёлкового Совета в Мардакертском районе Нагорно-Карабахской автономной области (НКАО) Азербайджанской ССР и был расположен на границе с Мир-Баширским (7 февраля 1991 года переименован в Тертерский) районом Азербайджанской ССР.
2 сентября 1991 года на совместной сессии Нагорно-Карабахского областного и Шаумяновского районного Советов народных депутатов была принята Декларация о провозглашении Нагорно-Карабахской Республики в границах Нагорно-Карабахской автономной области (НКАО) и сопредельного Шаумяновского района Азербайджанской ССР.
26 ноября 1991 года Верховный Совет Азербайджанский Республики принял закон «Об упразднении Нагорно-Карабахской автономной области Азербайджанской Республики». В этом законе было постановлено помимо упразднения Нагорно-Карабахской Автономной Области (НКАО), в том числе также и переименование Мардакертского района в Агдеринский. Решением Милли Меджлиса Азербайджанской Республики от 25 августа 1992 года Ленинаванский посёлковый Совет из состава Агдеринского района был передан в состав Тертерского района. Сам же Агдеринский район был упразднён решением Милли Меджлиса Азербайджанской Республики от 13 октября 1992 года, а территория упразднённого района была разделена между Агдамским, Кельбаджарским и Тертерским районами.
10 апреля 1992 года, в разгар Первой карабахской войны, к Ленинавану подошли азербайджанские войска. Село длительное время подвергалось интенсивным артобстрелам, что привело ещё до событий 10 апреля к значительным разрушениям. Во время штурма и после него многие жители села погибли, десятки — попали в плен (некоторые из них до настоящего времени числятся без вести пропавшими), событие вошло в историю как резня в Мараге.
В результате Карабахского конфликта посёлок остался под контролем Азербайджана. Посёлок находился близко к линии соприкосновения вооружённых сил непризнанной Нагорно-Карабахской Республики (НКР) и Азербайджана. Часть беженцев из посёлка в 1995 году обосновалась в контролируемом непризнанной НКР в 1993—2020 годах селе Кызыл Кенгерли Агдамского района, названном властями непризнанной республики «Нор Марага» (Новая Марага), население которого составляло 349 человек на 2005 год.
В Ленинаване, переименованном 29 декабря 1992 года в Шыхарх и присоединённом ещё 25 августа 1992 году к Тертерскому району, в свою очередь, были размещены азербайджанцы-вынужденные переселенцы из соседних с бывшей НКАО Лачинского, Агдамского и Кельбаджарского районов.
В 2020 году, после Второй Карабахской войны, согласно трёхстороннему заявлению о прекращении огня Агдамский район был возвращён Азербайджану, и армянские переселенцы из Шыхарха (бывшего Ленинавана) покинули село Кызыл Кенгерли.
Во время Второй Карабахской войны посёлок неоднократно подвергался артиллерийскому обстрелу с армянской стороны. В результате были серьёзно повреждены 33 из 34 жилых домов и разрушены административные здания.
По итогам боевых действий в сентябре 2023 года Азербайджан восстановил свой контроль над всей территорией на тот момент бывшего Агдеринского района.
Законом Азербайджанской Республики от 5 декабря 2023 года Агдеринский район был воссоздан и Шыхарский посёлковый административно-территориальный округ вместе с входящим в него посёлком Шыхарх из состава Тертерского района был передан в состав Агдеринского района. В настоящее время посёлок Шыхарх является центром Шыхархского посёлкового административно-территориального округа Агдеринского района Азербайджана.

## Население
Согласно Всесоюзной переписи населения СССР 1989 года, в посёлке проживали 4644 человека.
Национальный состав
| Год переписи  | 1970           | 1979            |
| армяне        | 3 712 (95,1 %) | ↗3 740 (93,5 %) |
| азербайджанцы | 109 (2,8 %)    | ↗172 (4,3 %)    |
| русские       | 64 (1,6 %)     | ↗67 (1,7 %)     |
| украинцы      | 7 (0,2 %)      | ▬7 (0,2 %)      |
| другие        | 13 (0,3 %)     | 12 (0,3 %)      |
| всего         | 3 905 (100 %)  | 3 998 (100 %)   |

## Хозяйство
В селе действовали семеноочистительный и винный заводы.